# سرخ‌چوب سپیده‌دم
سرخ‌چوب سپیده‌دم (نام علمی: Metasequoia glyptostroboides) نام یک گونه از تیره سرویان است. خاستگاه این درخت زینتی سیچوآن و هوبئی در چین است. ارتفاع این گیاه باغی آسیایی تا ۶۱ متر هم می‌رسد.

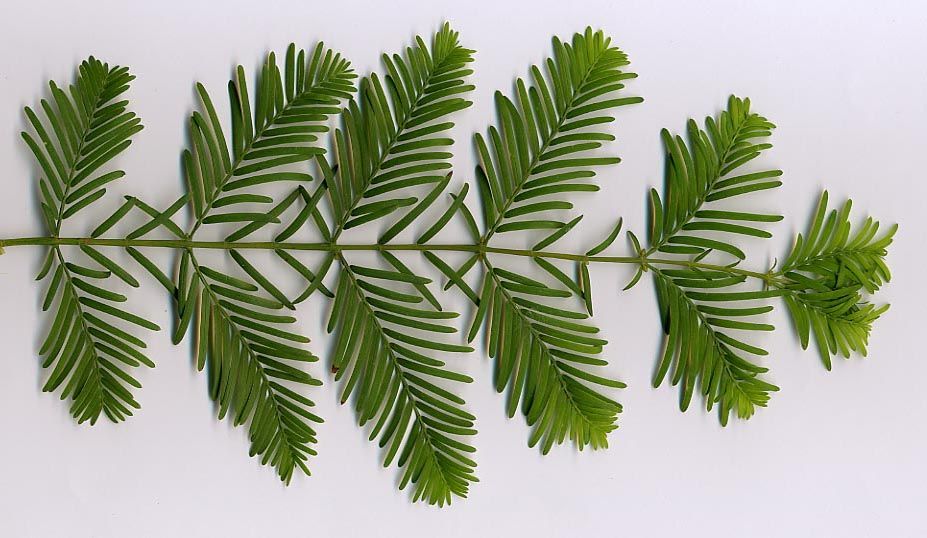
شاخ و برگ

## نگارخانه

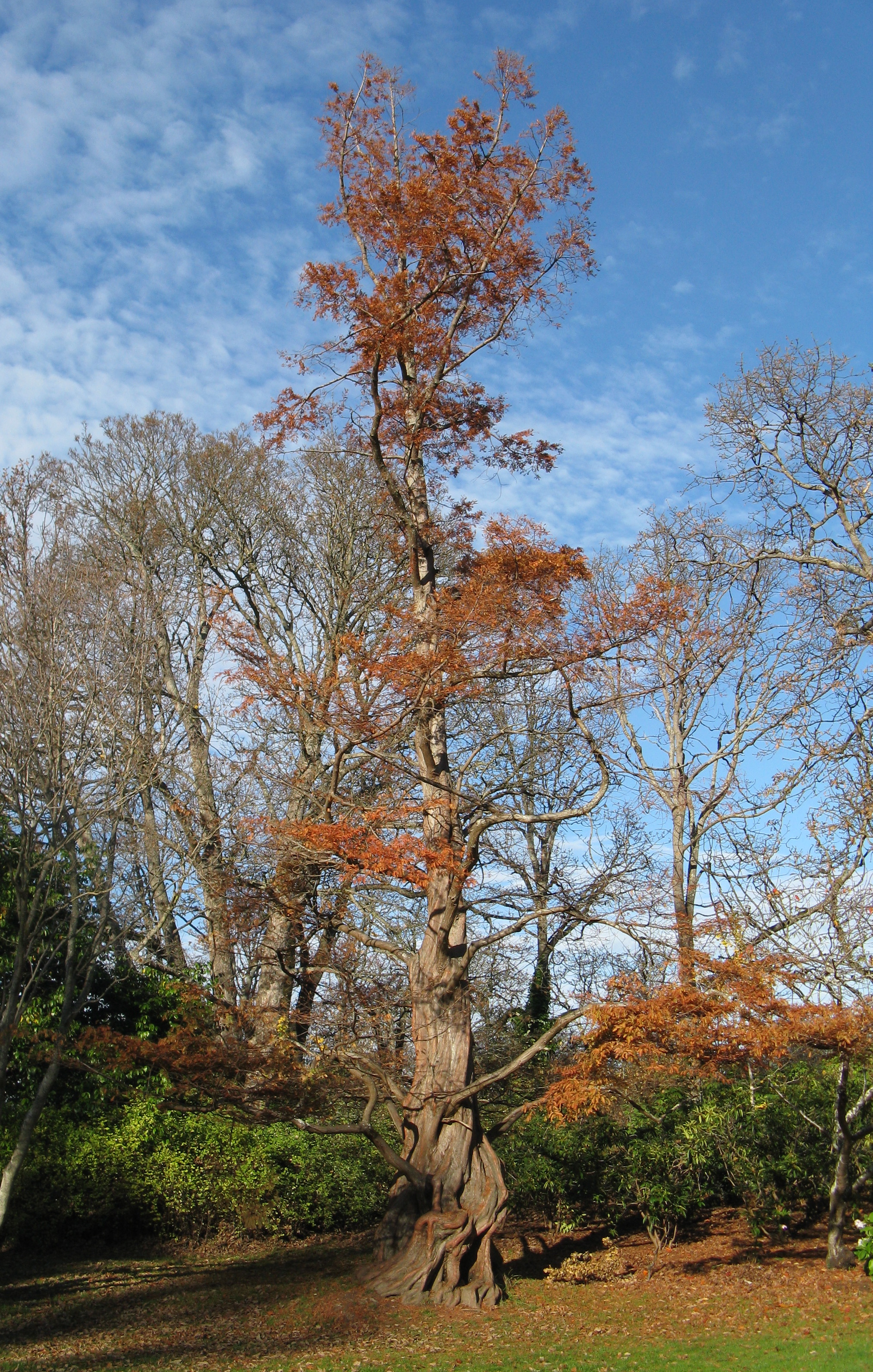
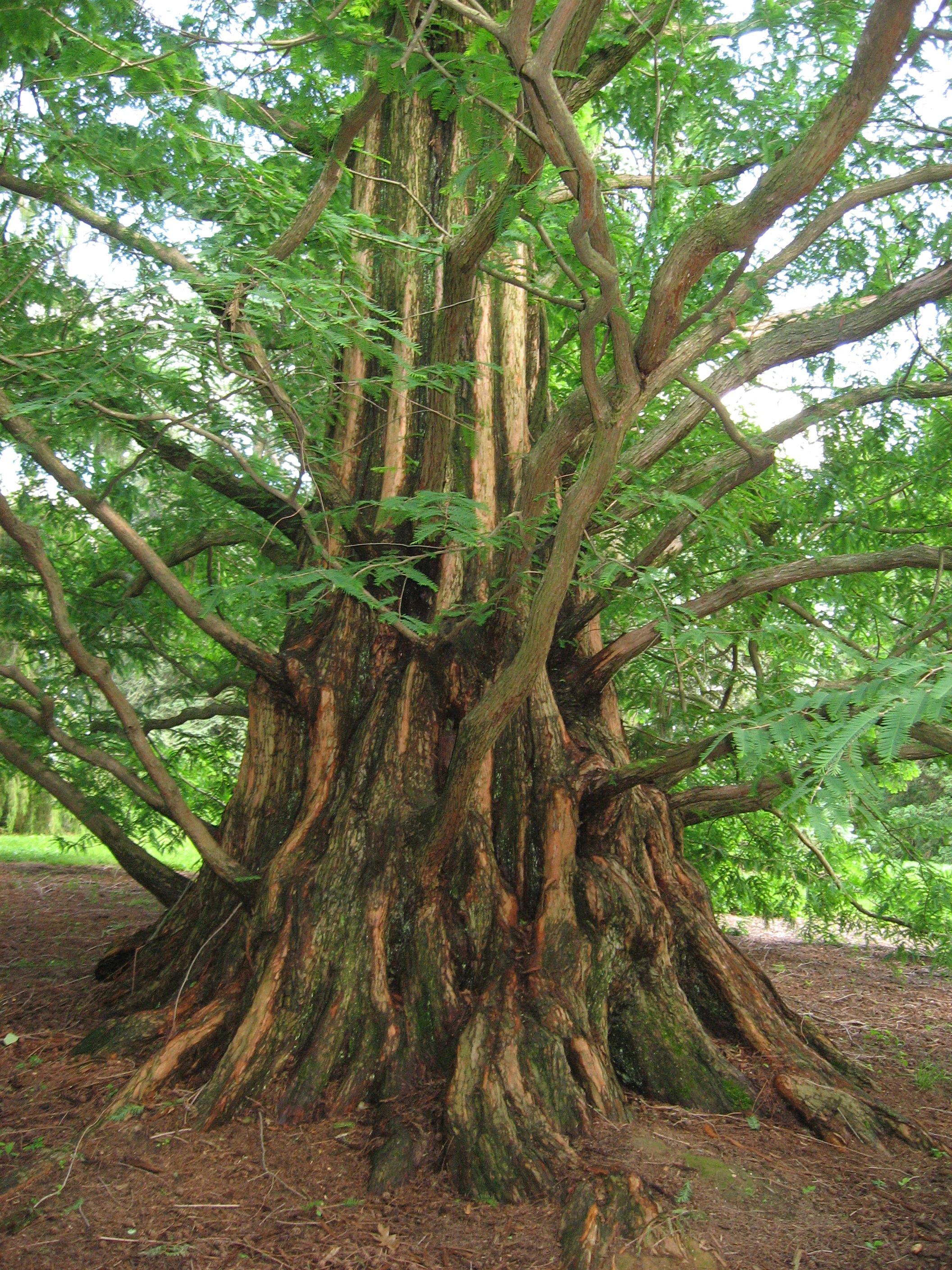
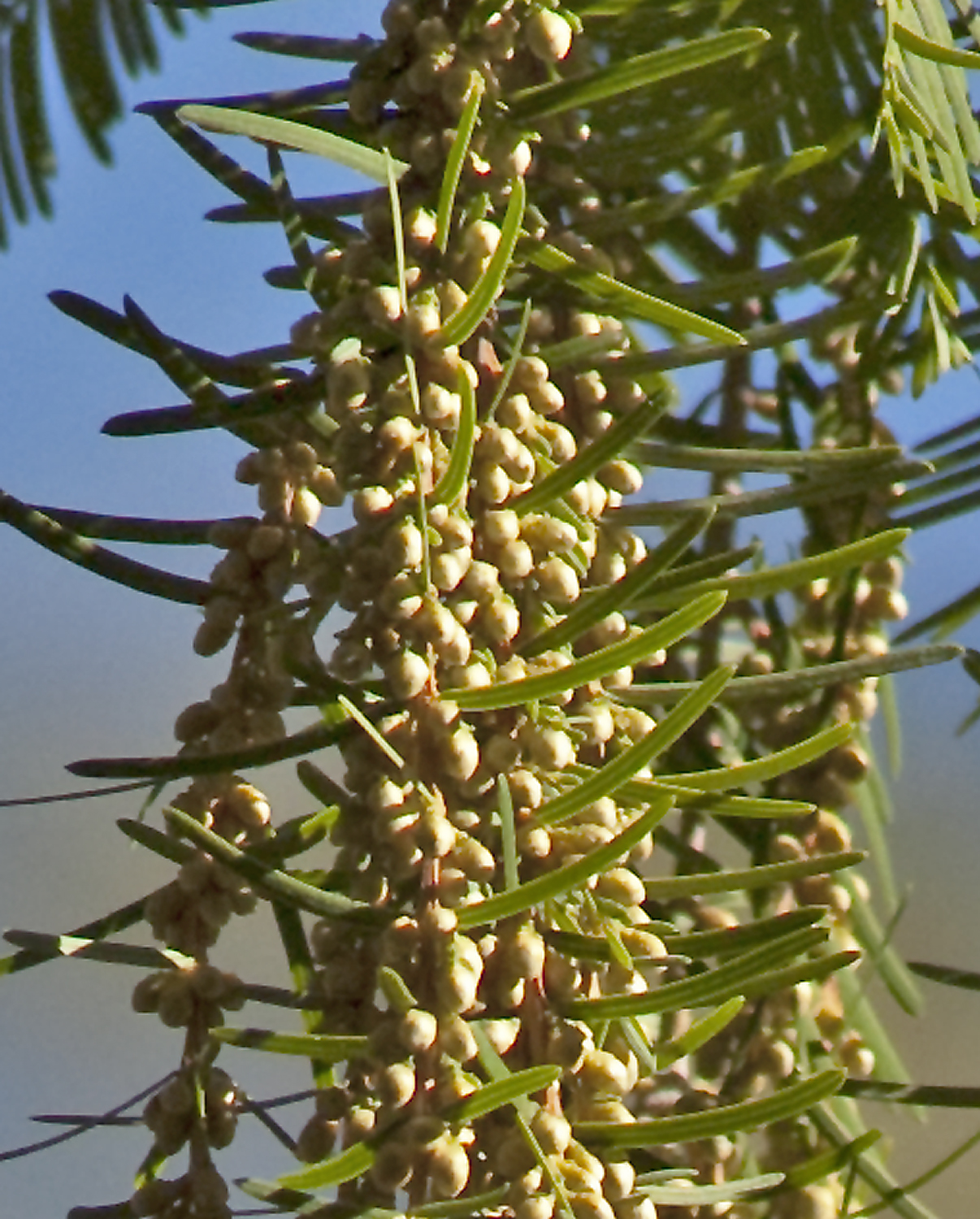